# Earth-Science Reviews
Earth-Science Reviews ist eine monatlich erscheinende, englischsprachige Fachzeitschrift mit Peer-Review, die sämtliche Aspekte der Geowissenschaften abdeckt.

## Publikation
Earth-Science Reviews wurde erstmals im Jahr 1966 herausgegeben. Die Chefredakteure der Zeitschrift sind Eugenio Aragón, Asfawossen Asrat, Dickson Cunningham, Yildirim Dilek, Anthony Dosseto, Guillaume Dupont-Nivet, Stephen Foley, Timothy Kusky, Alessandra Negri, Gwenn Peron-Pinvidic, Jun Wang, Kelin Wang, Jingping Xu, Christina Yan Wang, Massimo Zecchin.

## Verlag
Earth-Science Reviews erscheint bei Elsevier.

## Impact Factor
Laut den Journal Citation Reports hatte die Zeitschrift im Jahr 2014 einen Impact Factor von 7,885.

## Inhaltsangaben und Indizierung
Abstracts und Indexe von Earth-Science Reviews erscheinen in folgenden Publikationen:
- Science Citation Index
- Current Contents (für Physik, Chemie und Erdwissenschaften)
- The Zoological Record
- Chemical Abstracts Service
- Bibliography and Index of Geology
- Bulletin Signalétique
- GEOBASE
- Inspec
- PASCAL
- Physics Abstracts
- Scopus